# Origny
Origny é uma comuna francesa na região administrativa da Borgonha-Franco-Condado, no departamento de Côte-d'Or. Estende-se por uma área de 5,25 km². Em 2010 a comuna tinha 54 habitantes (densidade: 10,3 hab./km²).